# Marcin Pietuch
Marcin Pietuch (ur. 1968 w Krakowie) – scenograf, projektant, twórca setek scenografii eventowych, teatralnych, muzealnych, ekspozycji w parkach nauki.

## Życiorys
Krakowianin z urodzenia. Absolwent Wydziału Konserwacji i Restauracji Dzieł Sztuki Akademii Sztuk Pięknych w Krakowie.
W 1991 roku zaczynał jako asystent scenografa przy realizacjach teatru telewizji oraz programów rozrywkowych w TVP Kraków. Od 1994 r. rozpoczął pracę jako samodzielny scenograf. Jest autorem scenografii do wielu rejestracji telewizyjnych koncertów muzycznych i recitali, jak również programów poetyckich, rozrywkowych i festiwali, m.in. Festiwal Kultury Żydowskie, Marzenia Marcina Dańca oraz Festiwal Off Camera. Pracował z Operą Krakowską, Operą Wrocławską, Teatrem Powszechnym, Teatrem Roma, Teatrem 6 piętro  i innymi. Od 1997 r. współpracuje ze stacjami komercyjnymi – TVN  i Polsatem, jest autorem scenografii telewizyjnych do około 200 programów TV, m.in. do popularnych programów telewizyjnych (Mini Playback Show, Zostań gwiazdą, To było grane!, Droga do gwiazd, Big Brother, Rozmowy w toku, Dzieciaki z klasą, Mamy cię!, Ciao Darwin, Milionerzy, Jestem jaki jestem, You Can Dance – Po prostu tańcz, Taniec z Gwiazdami, Tak to leciało!, Jedynkowe przedszkole, Kochajmy polskie seriale, Voice of Poland, Master Chef, MasterChef Junior, Kocham cię, Polsko!, Pierwsza randka); do programów newsowych (Kropka nad i, Studio newsowe TV Puls, Wiadomości, Panorama, Panorama Gdańsk); do gali telewizyjnych (Gala Wejcherta Polskiej Rady Biznesu, Fryderyki, Viva Najpiękniejsi, Nagrody Literackie „Nike“, Złote Kaczki), do festiwali (Off Camera, Sopot Festival 2005, Sopot Festival 2006, Sopot Festival 2007, Koncerty sylwestrowe dla Telewizji Polsat  i TVP2, Festiwal Kultury Żydowskiej).
Od 2010 r. projektuje scenograficzne instalacje multimedialne przyjmujące formę wystaw narracyjnych np. Rynek Podziemny w Krakowie. W latach 2003–2006 na zlecenie Instytutu Adama Mickiewicza był scenografem imprez i koncertów towarzyszących obchodom Roku Polskiego w Paryżu, Roku Polskiego w Monachium oraz Roku Polskiego w Brukseli. Od 2003 r. tworzy scenografii dla klientów zagranicznych, m.in. Dzieciaki z klasą, Najsłabsze ogniwo oraz Eurosong for Juniors dla VTR Belgia.

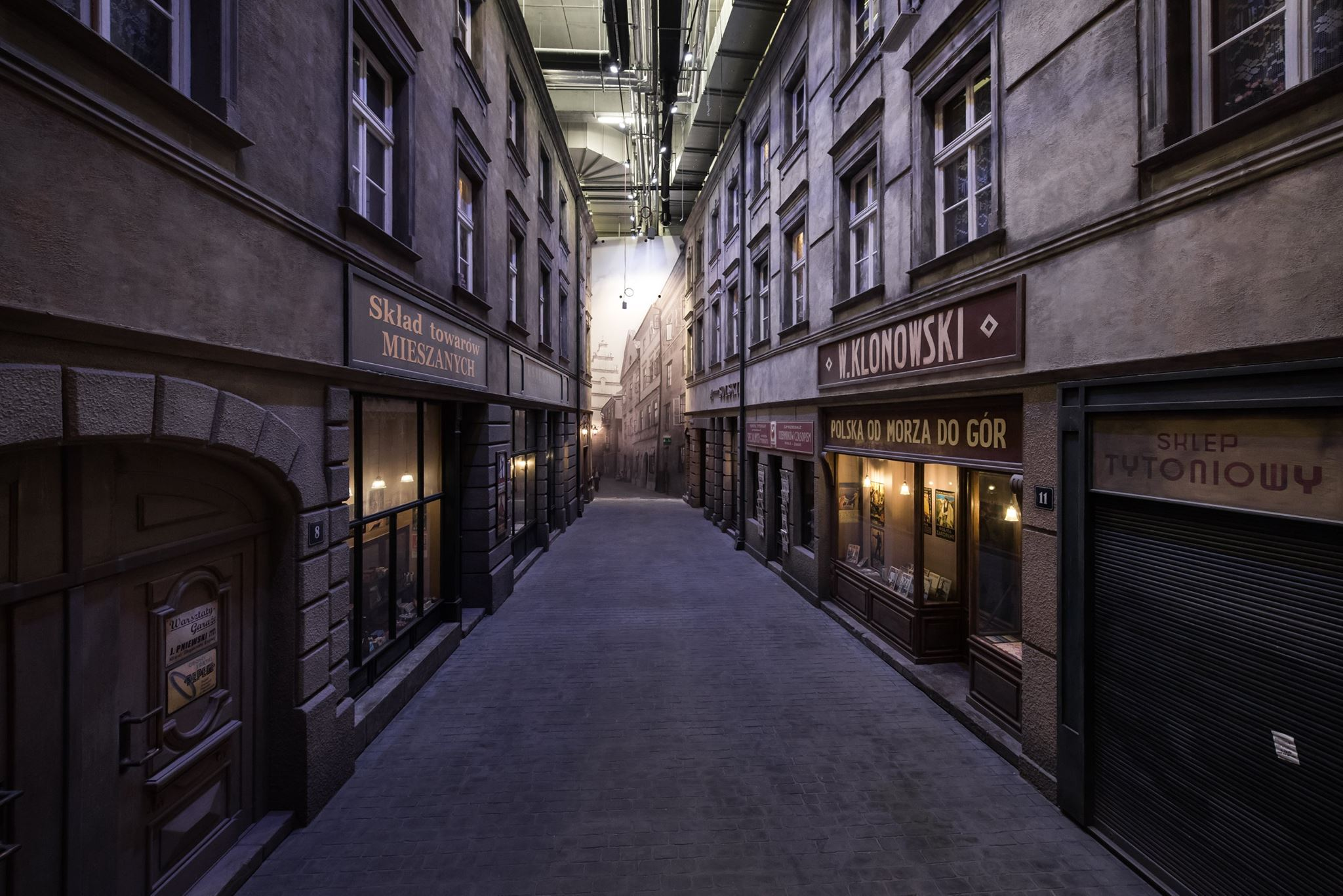
Muzeum II Wojny Światowej w Gdańsku (realizacja wystawy – Fabryka Dekoracji jako członek konsorcjum)

Od 1994 r. prowadzi firmę Fabryka Dekoracji, która specjalizuje się w tworzeniu narracyjnych przestrzeni ekspozycyjnych i wystaw muzealnych, scenografii telewizyjnych, teatralnych i eventowych. Przenikające się typy scenografii widoczne są również w tworzonych przez Marcina Pietucha i jego firmę wystawach na terenie technologicznych parków nauk i techniki, Centrum Nauki Experyment – Gdynia, Energetyczne Centrum Nauki w Kielcach (projekt i realizacja), gdzie zastosowane są najnowsze osiągnięcia techniki multimediów.
Dzisiaj Fabryka Dekoracji ma za sobą ponad 600 projektów, w tym takie realizację jak wystawa stała w Muzeum II Wojny Światowej w Gdańsku (realizacja w konsorcjum), Muzeum Powstań Śląskich w Świętochłowicach (projekt i realizacja w konsorcjum), Energetyczne Centrum Nauki w Kielcach (projekt i realizacja w konsorcjum), część ekspozycyjna w ramach projektu – Śladem Europejskiej tożsamości Krakowa – szlak turystyczny po podziemiach Rynku Głównego w Krakowie (projekt i realizacja w konsorcjum).  Oprócz tego Fabryka Dekoracja od wielu lat zajmuje się nie tylko projektowaniem, ale i produkcją scenografii na największe wydarzenia. Spośród których takie realizacje jak koncerty Ani Lorak w Mińsk-Arena, Moskwie i Sankt-Petersburgu; ABSL oraz Kongres 590, Gala Wejcherta Polskiej Rady biznesu oraz Gala i Bal Mistrzów Sportu, wykonawstwo scenografii na główne ołtarze na Błoniach Krakowskich oraz Campus Misericordiae podczas Światowych Dni Młodzieży w Krakowie w 2016 r. oraz setki innych wydarzeń. Kilka lat temu firma poszerzyła zakres prac o kolejny wymiar to projekty oraz realizacje scenografii światowych rozgrywek komputerowych (branża e-sport) takich jak m.in. World of Tanks czy światowe finały Intel Extreme Masters.

## Nagrody
Za zaprojektowanie i realizację ekspozycji „Szlak turystyczny po podziemiach Rynku Głównego“ został odznaczony przez Prezydenta Miasta Krakowa Odznaką Honoris Gratia (2010). Zaprojektowane oraz wykonane przez jego firmę wystawy były niejednokrotnie nagrodzone w wysokiej rangi konkursach, np. Muzeum Powstań Śląskich w Świętochłowicach.

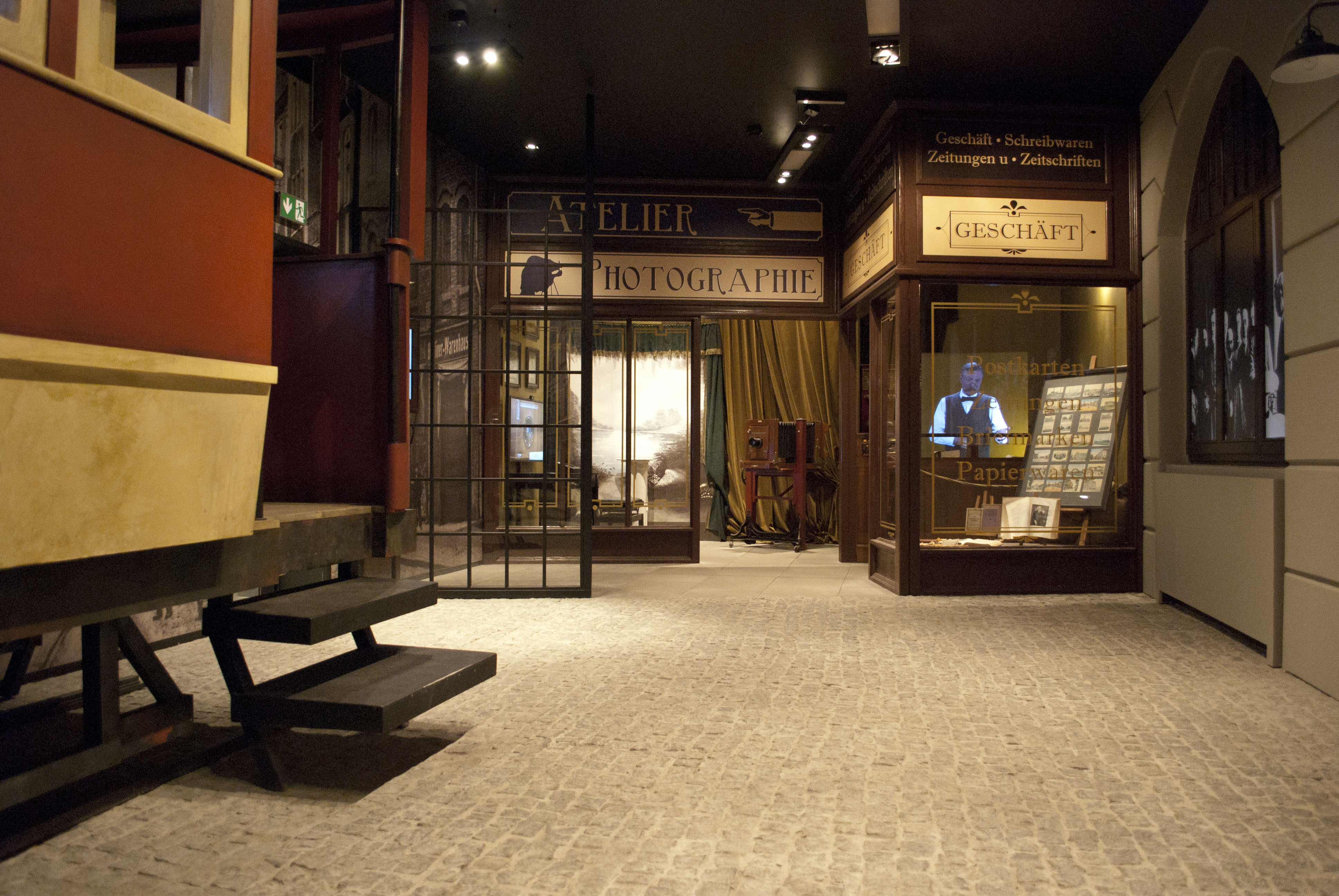
Muzeum Powstań Śląskich w Świętochłowicach. Projekt i realizacja – Fabryka Dekoracji w konsorcjum. Klient – Gmina Świętochłowice. 2013–2014

## Prace

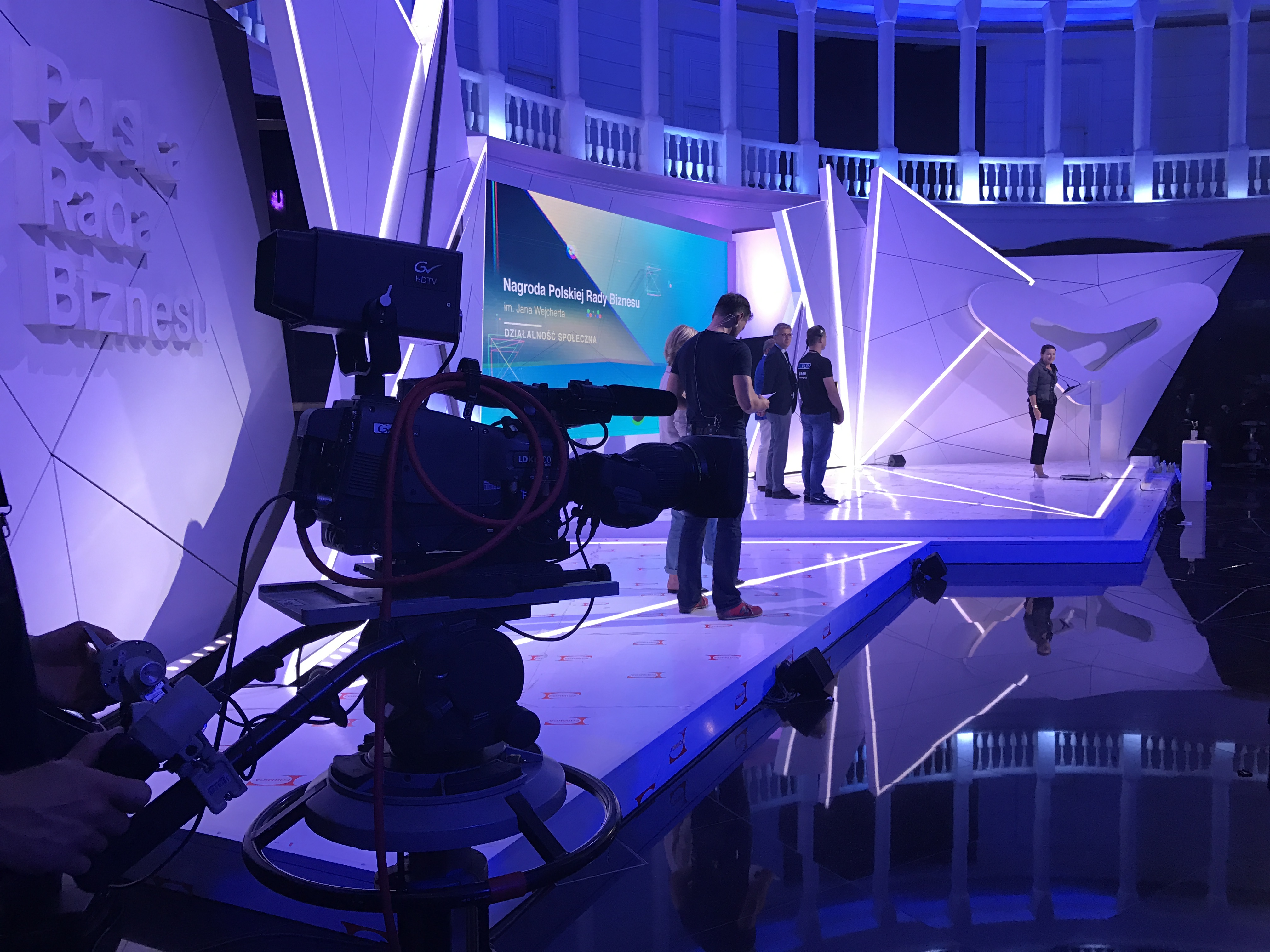
Gala Nagrody Polskiej Rady Biznesu imienia Jana Wejcherta 2017

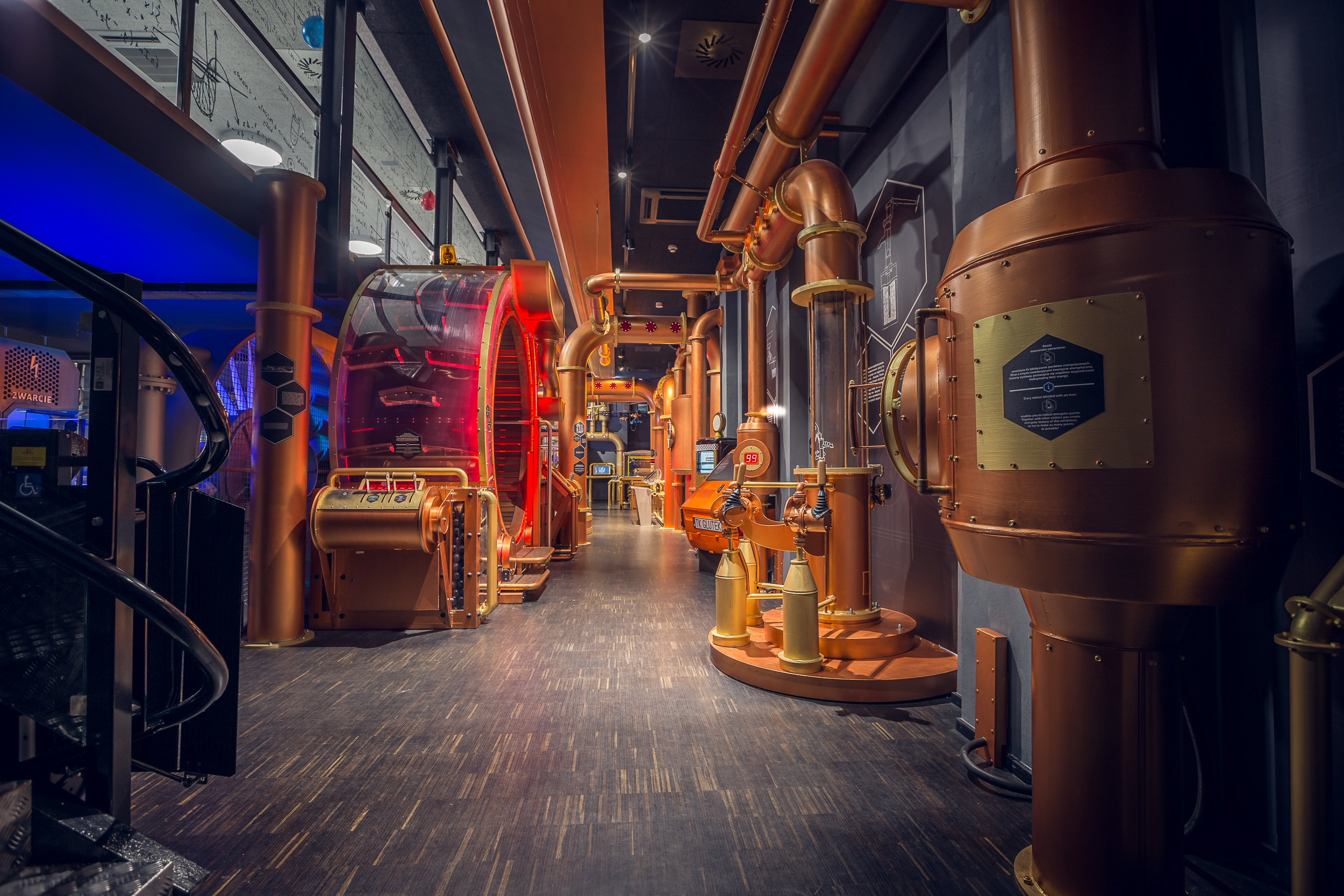
Energetyczne Centrum Nauki w Kieleckim Parku Technologicznym. Projekt i realizacja – Fabryka Dekoracji w konsorcjum. Klient – Kielecki Park Technologiczny. 2014–2015

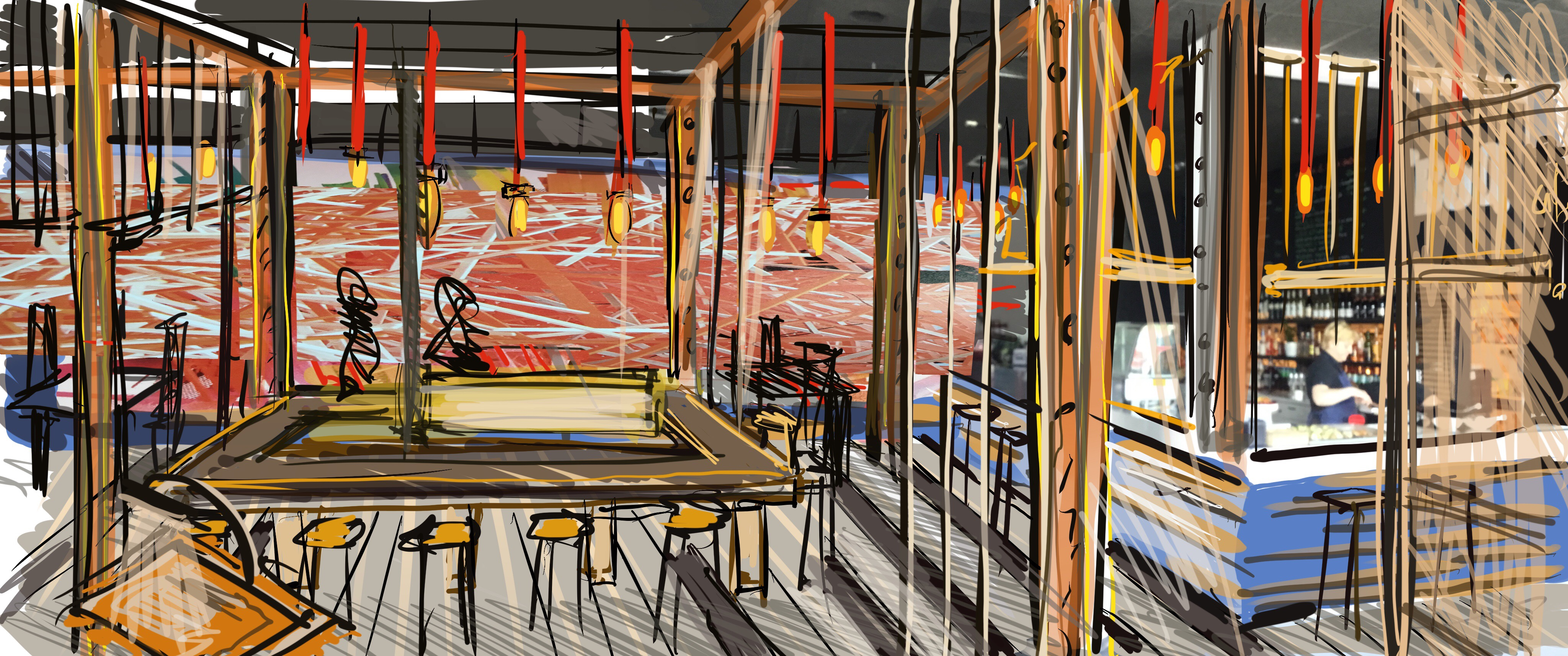
Szkic do studia programu Pierwsza randka

- Wystawa narracyjna Rynek Podziemny w Krakowie (zaprojektowanie, budowa wystawy)
- Muzeum II Wojny Światowej w Gdańsku (adaptacja projektu, wykonawstwo)
- Muzeum Powstań Śląskich w Świętochłowicach (zaprojektowanie, budowa wystawy)
- „Baza Kosmiczna” w Muzeum Mikołaja Kopernika w Toruniu (zaprojektowanie, budowa wystawy)
- pedagogium Wodna Akademia w Parku Wodnym w Tychach (gra interaktywna, wyposażenie strefy edukacyjnej)
- Centrum Geoedukacji wraz z projektem i budową Geologicznego Ogrodu Doświadczeń w Kielcach (zaprojektowanie, budowa wystawy)
- Podziemne przejście turystyczne w Jarosławiu[14] (zaprojektowanie, budowa wystawy)
- „Laboratorium Wyobraźni” w Poznaniu (zaprojektowanie, budowa wystawy)
- „Galeria śląskiej sztuki sakralnej” w Muzeum Śląskim (budowa wystawy)
- Wystawa stała „Na tropach Tomka” w Muzeum Śląskim w Katowicach (uszczegółowiona koncepcja)
- Centrum Nauki i Techniki ENERGIA w Karlinie (koncepcja – I nagroda w konkursie)
- Muzeum Emigracji w Gdyni (koncepcja – II nagroda w konkursie na koncepcję)
- Wystawa ZIEMIA w Centrum Nauki Experyment (projekt i realizacja)
- Koncepcja Wystawy ZIEMIA, Centrum Hewelianum (koncepcja – III nagroda w konkursie)
- Koncepcja Muzeum Warszawskiej Pragi (I wyróżnienie, konkurs nie rozstrzygnięty)
- Muzeum Przyrodnicze w Cieplicach (koncepcja – II nagroda w konkursie).
- Oprócz działań projektowych jest aktywnym malarzem, szczególnie interesuje się człowiekiem i jego emocjami, które można przekazać za pomocą portretów i aktów.

Od 2010 r. jest członkiem Związku Polskich Artystów Plastyków.